# Cheseaux-sur-Lausanne
Cheseaux-sur-Lausanne is een gemeente en plaats in het Zwitserse kanton Vaud, en maakt deel uit van het district Lausanne.
Cheseaux-sur-Lausanne telt 3169 inwoners.